# The Levellers
I Levellers sono un gruppo musicale britannico rock, influenzato molto dal punk e dalla musica folk. La band fu fondata nel 1988 a Brighton da Jeremy Cunningham, Charlie Heather, Jonathan Sevink e Mark Chadwick.
Ripresero tale nome dai Livellatori (Levellers), una fazione radicalmente democratica della New Model Army di Oliver Cromwell.

## Membri del gruppo

### Membri attuali
- Mark Chadwick - Compositore, cantante, chitarra
- Jeremy Cunningham - Basso elettrico
- Charlie Heather - Batteria
- Simon Friend - Compositore, cantante, chitarra, mandolino, banjo
- Jonathan Sevink - Violinista, sequencer
- Matt Savage - Tastiera

Talvolta suona con loro Stephen Boakes (Didgeridoo).

### Ex membri
- Alan Miles - Compositore, mandolino, chitarra (dal 1989 al 1990)

## Discografia

### Album
- 1990: A Weapon Called the Word
- 1991: Levelling the Land
- 1992: See Nothing, Hear Nothing, Do Something: UK Singles and Live Collection
- 1993: Levellers
- 1995: Zeitgeist
- 1996: Headlights, White Lines, Black Tar Rivers (Best Live)
- 1997: Mouth to Mouth
- 1998: One Way of Life: The Very Best of The Levellers
- 2001: Special Brew
- 2002: Green Blade Rising
- 2005: Truth and Lies
- 2008: Letters from the Underground

### Singoli
- 1989: Carry Me
- 1989: Outside/Inside
- 1990: World Freak Show
- 1990: Together All the Way
- 1991: One Way
- 1991: Far From Home
- 1992: 15 Years
- 1993: Belaruse
- 1994: Julie UK 17#
- 1995: Fantasy UK 16#
- 1995: Just the One UK 12#
- 1997 What a Beautiful Day UK 13#
- 1997: Celebrate UK 28#
- 1997: Dog Train UK 24#
- 1998: Too Real UK 46#
- 1998: Bozos UK 44#
- 1999: One Way '98 UK 33#
- 2002: Come On UK 24#
- 2003: Wild As Angels UK 34#
- 2005: Make U Happy 38#
- 2007: What a Beautiful Day
- 2008: Before the End

### Video e DVD
- The Great Video Swindle (Novembre 1992) - concerto dal vivo registrato alla Barrowland Ballroom, Glasgow, scozia nel maggio 1992. (solo in VHS)
- Best Live: Headlights, White Lines and Black Tar Rivers (Agosto 1996) - concerto dal vivo registrato alla Empress Ballroom, Blackpool, Inghilterra il 7 febbraio 1996. (solo in VHS)
- Chaos Theory (Ottobre 2006) - registrazione di un concerto dal vivo al Reading Hexagon più alcuni extra.